# پارک ناگاایکه
پارک مرکزی تاما (به ژاپنی: 長池公園) یکی از پارک‌های  توکیو پایتخت ژاپن است.

## رسیدن به پارک
- شرکت راه‌آهن کیئو، خط ساگامیهارا، ایستگاه مینامی اوساوا 南大沢駅